# Grogu
Personnage de fiction apparaissant dans
Star Wars.
Grogu, devenu Din Grogu, est un personnage de Star Wars, un enfant âgé de 50 ans de l'espèce de Yoda en qui la Force est puissante. C'est l'un des protagonistes de la série The Mandalorian.
Il suit une formation d'apprenti Jedi durant les premières années de sa vie au temple Jedi. Il disparaît du temple lors de la grande purge Jedi en 19 av. BY à la fin de la guerre des clones. Il est retrouvé vingt-huit ans plus tard sur la planète Alvara-7 par le Mandalorien Din Djarin envoyé pour une prime. Mais, finalement ce dernier décide de le sauver et, pris d'affection pour lui, cherche à travers les missions et les rencontres un moyen pour le ramener auprès des siens. Il le remet finalement à Luke Skywalker qui l'entraîne sur une planète forestière et veut en faire le premier élève de sa future académie Jedi. Mais Grogu choisit de ne pas suivre cette voie et d'aller retrouver son ami mandalorien. À la fin de la saison 3 et de la reconquête de Mandalore, il est officiellement adopté par son tuteur et devient Din Grogu.

## Univers
L'univers de Star Wars se déroule dans une galaxie qui est le théâtre d'affrontements entre les chevaliers Jedi et les Seigneurs noirs des Sith, personnes sensibles à la Force, un champ énergétique mystérieux leur procurant des pouvoirs psychiques. Les Jedi maîtrisent le côté lumineux de la Force, pouvoir bénéfique et défensif, pour maintenir la paix dans la galaxie. Les Sith utilisent le côté obscur, pouvoir nuisible et destructeur, pour leurs usages personnels et pour dominer la galaxie.

## Biographie

### AvantThe Mandalorian
Les origines et le nom de Grogu sont révélés par la Jedi Ahsoka Tano dans le treizième épisode (cinquième épisode de la saison 2), The Jedi, de la série The Mandalorian, puis dans le chapitre 20 : L’Orphelin (quatrième épisode de la saison 3) de la même série.
Né en 41 av. BY sur Coruscant, il suit une formation d'apprenti Jedi durant les premières années de sa vie au temple Jedi. Plusieurs maîtres Jedi lui ont enseigné la maîtrise de la Force. Il est évacué du temple lors de la grande purge Jedi en 19 av. BY, et est caché ailleurs par le Jedi Kelleran Beq qui réussit à échapper aux clones. Depuis, Grogu n'a plus souvenir de la période qui suit.

### The Mandalorian, saisons 1 et 2
Vingt-huit ans plus tard, cinq ans après la chute de l'Empire, un chasseur de primes mandalorien, Din Djarin, est engagé par un intermédiaire du Moff Gideon (ancien gouverneur impérial) sur la planète Nevarro pour retrouver un être de cinquante ans sur la planète Alvara-7. Là-bas, après avoir abattu tous les autres chasseurs de primes venus pour la même raison, Din Djarin rencontre Grogu, ayant toujours l'apparence d'un bébé. Toutefois, ce dernier ne tarde pas à dévoiler ses pouvoirs de Jedi. Pris d'affection, Din décide de lui sauver la vie, quitte à être poursuivi par les autres chasseurs de primes et les troupes de Gideon. Au fil des épisodes, les deux protagonistes font de nouvelles rencontres et effectuent des missions contre menus services (réparations de vaisseaux, informations...). À la suite des affrontements contre les forces de Moff Gideon sur Nevarro, Din a désormais pour mission de protéger l'enfant et de le ramener auprès des siens qu'il doit rechercher.
C'est durant ses recherches qu'il fait la rencontre de la Jedi Ahsoka Tano qui dévoile ainsi son véritable nom et ses origines à Din. Ce dernier espère que la Jedi va s'occuper de lui, mais à la suite d'un exercice d'échange de pierre par la force qui ne se déroule pas comme prévu (finalement l'enfant préfère échanger avec son protecteur), elle refuse de l'entraîner en raison du lien très fort qu'il partage avec Din (tout en faisant référence au sort de son ancien maître Anakin Skywalker dans l'épisode III de Star Wars). Cependant, elle lui indique que l'enfant peut trouver son chemin auprès d'un autre maître Jedi dans l'ancien temple Jedi de la planète Tython.
À la fin de la deuxième saison, il trouve un nouveau maître Jedi en la personne de Luke Skywalker.

### Le Livre de Boba Fett
Dans l'épisode 6 de cette série, Din Djarin part retrouver Grogu sur la planète forestière où il est entraîné par Luke Skywalker. Il veut lui apporter un cadeau, une petite armure en cotte de mailles qu'il a fait forger à partir de sa lance en Beskar. Mais Ahsoka Tano, également présente sur les lieux, le dissuade de s'approcher de son jeune ami, lui expliquant à quel point il est attaché à lui, et le mal que cela lui ferait, au risque qu'il décide d'abandonner sa formation et de repartir en sa compagnie. Mando remet donc le cadeau à Tano et s'en va. À l'intérieur de la future académie Jedi qui vient d'être construite, Skywalker donne le choix à Grogu, posant côte à côte le sabre laser ayant appartenu à son maître Yoda et la petite armure en Beskar. S'il prend le sabre, il continuera sa formation et suivra la voie des Jedi. S'il prend l'armure, il la délaissera et ira retrouver son ami mandalorien. C'est en fin de compte le choix de l'Enfant. Il se fait amener sur Tatooine par R2-D2 à bord d'un X-Wing, retrouve Din Djarin, et l'aide, ainsi que ses alliés Boba Fett et Fennec Shand, à gagner la bataille qui les oppose au Syndicat des Pykes pour le contrôle de la ville de Mos Espa. Une fois cette bataille remportée, Mando et Grogu s'envolent à bord de son nouveau vaisseau, un chasseur de type N-1 vers une nouvelle destination.

### The Mandalorian, saison 3
Grogu accompagne Din Djarin dans sa nouvelle quête, celle de « redevenir un mandalorien », ce dernier ayant en effet été banni de son clan pour avoir retiré volontairement son casque. Pour trouver sa « rédemption », Mando, flanqué de Grogu, doit se rendre sur la planète Mandalore qui a été totalement détruite lors d'une guerre passée avec les forces de l'Empire galactique, et que l'on dit désormais cristallisée, empoisonnée et impropre à la vie. Cela se révèle faux et c'est là que Moff Gideon a installé sa base secrète en exploitant le beskar dont la planète regorge. Après avoir réintégré son clan, Din Djarin s'allie avec Bo-Katan Kryze et cette dernière entreprend de réunifier le peuple Mandalorien et de reconquérir sa planète. Aidé par Grogu à se sortir des situations difficiles, Din Djarin l'accompagne jusqu'au moment final : l'affrontement avec Moff Gideon. C'est Grogu qui sauve Bo-Katan et Din Djarin au moment où le vaisseau amiral de la flotte mandalorienne est volontairement écrasé sur la base; provoquant une immense explosion qui emporte Moff Gideon, alors que le petit être vert crée une bulle de Force pour les  protéger des flammes. Après la victoire, Din Djarin l'adopte officiellement, il devient Din Grogu, et ils repartent à l'aventure.

## Caractéristiques

Amigurumi à l'effigie de Grogu.

Grogu est de la même espèce que Yoda. À 50 ans encore, il a toujours l'apparence d'un bébé (Yoda meurt de vieillesse vers 900 ans). De ce fait, il n'a toujours pas acquis la capacité de parler.

### Capacités maîtrisées dans la Force
Grogu n'a pas terminé sa formation, il ne sait pas encore parler, mais son fort taux de midi-chloriens lui permet une maîtrise de la Force efficace. Ainsi, il sait se servir de :
- la télékinésie, aptitude qui lui permet d'arrêter un mudhorn ;
- la télépathie, utilisée pour communiquer avec Ahsoka Tano[9] ;
- l'étranglement, qu'il utilise contre Cara Dune lorsqu'il la prend pour une ennemie[2] ;
- la formation d'un bouclier contre les flammes, dont il se sert pour protéger ses amis d'une attaque impériale[2] ;
- la guérison, qui permet de sauver la vie de Greef Karga[2] ;
- la capacité à endormir un Rancor.

## Création
Jon Favreau, réalisateur de The Mandalorian, a souhaité garder le personnage secret jusqu'à la sortie des épisodes de la série, ce qui a notamment pour conséquence le retard de la mise en vente de produits dérivés.
Grogu est généralement à l'écran une marionnette, parfois il est fait en images de synthèse.
Matthew Wood a affirmé que les sons produits par Grogu sont « une combinaison d’échantillons de voix de bébés, de renards à oreilles de chauve-souris, de kinkajous et des talents vocaux de Dave Acord en matière de conception sonore ».

## Accueil
Jusqu’au chapitre 13 La Jedi, Grogu était communément appelé par les fans « bébé Yoda », en référence à son espèce.
Il est, depuis sa première apparition, particulièrement apprécié et populaire, souvent décrit comme mignon.